# Zederick Vega
Zederick Daniel Vega Arrieta (Recoleta, Chile, 8 de enero de 2000) es un futbolista chileno que juega de Delantero en Santiago City de la Segunda División Profesional de Chile.

## Trayectoria
Oriundo de Recoleta, se unió a los 5 años a la escuela de fútbol de Colo-Colo de Las Condes, en donde destacó, siendo llevado a las divisiones inferiores del conjunto albo a los 8 años.En las categorías albas destacó como goleador, siendo citado dos veces por Pablo Guede durante el Torneo de Transición 2017 en el que el equipo albo se coronó como campeón. 
Sin lograr debutar en el primer equipo colocolino,en búsqueda de regularidad fue cedido a préstamo a San Antonio Unido de la Segunda division chilena en octubre de 2018. En febrero de 2019, se extendió su cesión por una temporada más. En enero de 2020 fue anunciada una nueva cesión, esta vez a junto a su compañero Agustín Ortíz a Deportes Copiapó de la Primera B de Chile.Tras el fin de temporada, su contrato no fue renovado por Colo-Colo.
En abril de 2021 fue anunciado como nuevo jugador de San Marcos de Arica de la Primera B.En el conjunto ariqueño vivió un calvario, luego de ser mal inscrito por la dirigencia, lo que les costó el descenso a fin de temporada.
Para la temporada 2022, fue anunciado como jugador de San Luis.A la temporada siguiente, defendió los colores de Unión San Felipe.El 29 de enero de 2024 es anunciado como nuevo jugador de Deportes Temuco.

## Selección nacional

### Selecciones menores
Fue nominado para formar parte de la Selección de fútbol sub-17 de Chile que jugaría el Campeonato Sudamericano de Fútbol Sub-17 de 2017, en Chile, donde jugaría en cinco partidos. No formó parte del combinado chileno que jugó el Mundial de la categoría ese mismo año.

#### Participaciones en Sudamericanos
| Torneo                      | Sede  | Resultado  | Partidos | Goles | Asis. |
| --------------------------- | ----- | ---------- | -------- | ----- | ----- |
| Sudamericano Sub-17 de 2017 | Chile | Subcampeón | 5        | 0     | 0     |

## Estadísticas

### Clubes
| Club                        | Div.                | Temporada           | Liga  | Liga  | Copas nacionales | Copas nacionales | Torneos internacionales | Torneos internacionales | Total | Total |
| Club                        | Div.                | Temporada           | Part. | Goles | Part.            | Goles            | Part.                   | Goles                   | Part. | Goles |
| --------------------------- | ------------------- | ------------------- | ----- | ----- | ---------------- | ---------------- | ----------------------- | ----------------------- | ----- | ----- |
| San Antonio Unido · Chile   | 3.ª                 | 2018                | 8     | 3     | 0                | 0                | —                       | —                       | 8     | 3     |
| San Antonio Unido · Chile   | 3.ª                 | 2019                | 21    | 9     | 1                | 0                | —                       | —                       | 22    | 9     |
| San Antonio Unido · Chile   | Total club          | Total club          | 29    | 12    | 1                | 0                | 0                       | 0                       | 30    | 12    |
| Deportes Copiapó · Chile    | 2.ª                 | 2020                | 24    | 6     | —                | —                | —                       | —                       | 0     | 0     |
| Deportes Copiapó · Chile    | Total club          | Total club          | 24    | 6     | 0                | 0                | 0                       | 0                       | 24    | 6     |
| San Marcos de Arica · Chile | 2.ª                 | 2021                | 17    | 2     | 1                | 0                | —                       | —                       | 18    | 2     |
| San Marcos de Arica · Chile | Total club          | Total club          | 17    | 2     | 1                | 0                | 0                       | 0                       | 18    | 2     |
| San Luis · Chile            | 2.ª                 | 2022                | 17    | 1     | 0                | 0                | —                       | —                       | 17    | 1     |
| San Luis · Chile            | Total club          | Total club          | 17    | 1     | 0                | 0                | 0                       | 0                       | 17    | 1     |
| Unión San Felipe · Chile    | 2.ª                 | 2023                | 14    | 0     | 0                | 0                | —                       | —                       | 14    | 0     |
| Unión San Felipe · Chile    | Total club          | Total club          | 14    | 0     | 0                | 0                | 0                       | 0                       | 14    | 0     |
| Deportes Temuco · Chile     | 2.ª                 | 2024                | 1     | 0     | 0                | 0                | —                       | —                       | 1     | 0     |
| Deportes Temuco · Chile     | Total club          | Total club          | 1     | 0     | 0                | 0                | 0                       | 0                       | 1     | 0     |
| Total en su carrera         | Total en su carrera | Total en su carrera | 102   | 21    | 2                | 0                | 0                       | 0                       | 104   | 21    |
| 1. 2. 3.                    |                     |                     |       |       |                  |                  |                         |                         |       |       |